# 안골포 해전
안골포 해전(安骨浦海戰)은 1592년 8월 16일(음력 7월 10일) 조선 수군이 경남 진해에 있는 안골포에서 일본군을 격멸한 해전이다.

## 경과
이틀 전인 7월 8일에 한산도에서 왜군을 섬멸한 조선 수군은 안골포에도 왜군이 있다는 정보를 받고 곧장 이동하였다. 이들은 구키 요시타카와 가토 요시아키, 도도 다카도라가 지휘하는 42척의 함대였다.
7월 10일 새벽 일본 수군을 공격했다. 이순신은 학익진(鶴翼陣)을 펴 먼저 공격하고, 경상우수사 원균은 그 뒤를 따랐으며, 전라우수사 이억기는 포구 바깥에 예비대로 대기하였다.
조선 수군은 여러 번 왜선을 포구 밖으로 유인하려 하였으나 쉽게 응하지 않았다. 조선 수군은 작전계획을 변경하여 번갈아 포구에 침입하여 왜선을 공격하였다. 이에 왜군이 맞서 싸우자 이억기의 함대도 참가하여 전투가 벌어졌다. 하루 동안 계속된 싸움에서 왜군 3960명이 사살되고 나머지 왜병들은 뭍으로 도망쳤다. 모든 화력을 왜군 기함인 층각선에 집중. 지리적으로는 불리한 여건이었으나 작전 지휘의 승리였다.

## 의의
한산도 대첩과 안골포 해전에서 연이어 패한 일본군은 부산으로 움츠려들어 호남 진출을 포기하게 되었고, 이로써 보급에 문제가 생긴 고니시 유키나가도 평양에 주저앉게 되는 결과를 가져오게 되었다.

## 같이 보기
- 제1차 진주성 전투
- 행주대첩
- 명량 해전